# 世界七大工程奇蹟
世界七大工程奇迹，簡稱世界工程奇迹，是指近代至現代七項最大型的工程，由美國土木工程師學會選出。它們分別是巴拿馬的巴拿馬運河、荷蘭的北海保護工程、美國的帝國大廈及金門大橋、加拿大的加拿大國家電視塔、巴西的伊泰普大壩，以及英國及法國的英法海底隧道。

## 巴拿馬運河

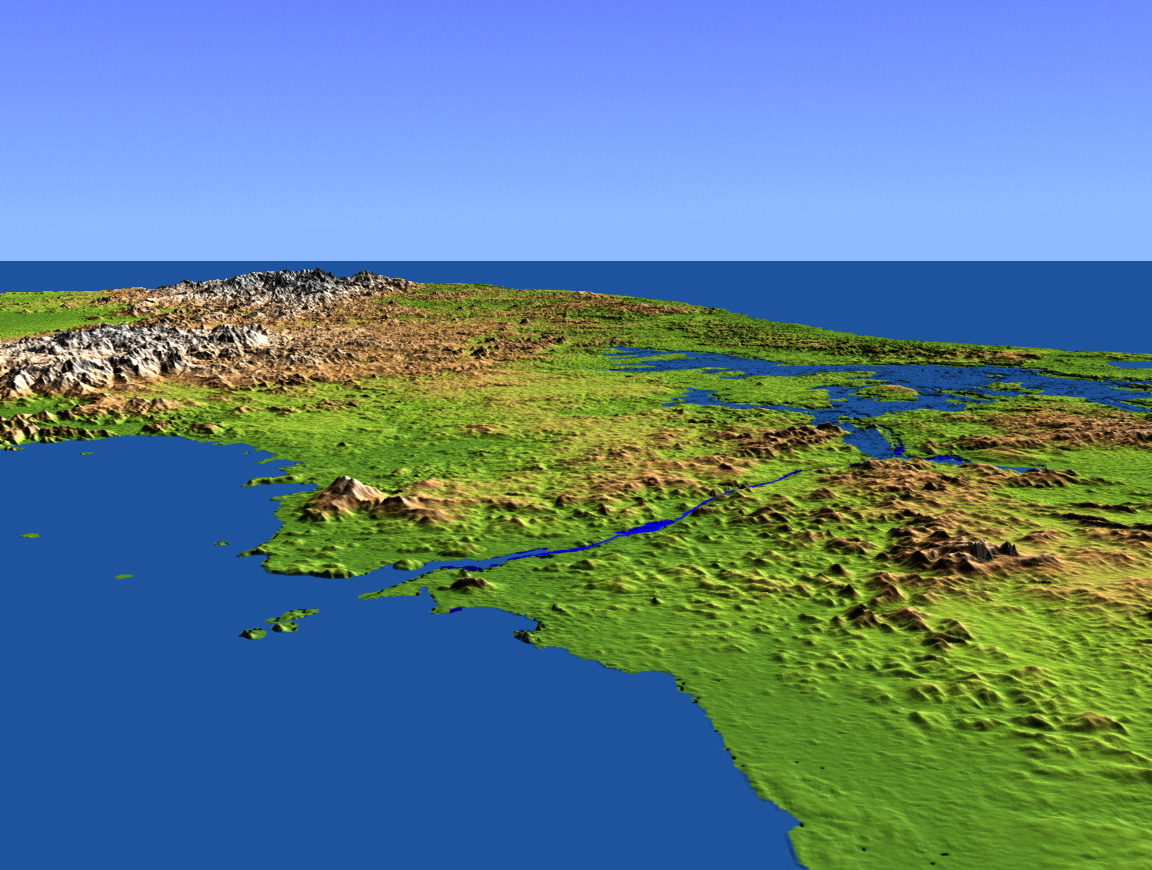
巴拿馬運河

巴拿馬運河位於拉丁美洲的巴拿馬，橫穿巴拿馬地峽，總長82公里，寬的地方達304米，最窄的地方也有152米，連接太平洋和大西洋。建造蘇伊士運河的負責人法國的菲迪南·德·勒塞普在1880年1月1日負責開始動工開鑿巴拿馬運河，但是在高燥地帶開鑿蘇伊士運河和在熱帶叢林內開鑿完全不同，洪水、泥濘、熱帶的流行病如瘧疾、黃熱病等造成的高死亡率迫使法國人放棄了這個計劃。1903年，工程由美國接手。
1914年8月15日，巴拿馬運河正式通航，極大地縮短了美國東西海岸間的航程，比繞合恩角縮短了14800公里。為了建造巴拿馬運河，法國在開始付出了3億美元，美國又追加了3億7500萬美元，共挖掘了1億7700萬方土方，用了450萬方混凝土，最多時有4萬工人同時施工。

## 北海保護工程

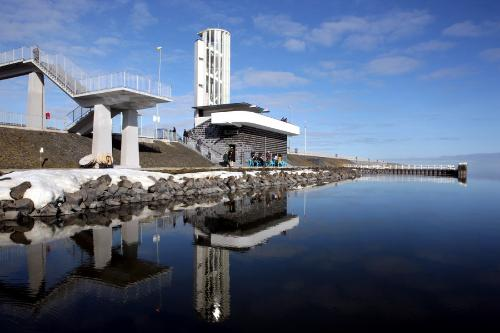
北海保護工程

荷蘭又名尼德蘭，即「低窪之國」，西、北兩側瀕臨北海，萊茵河在這裡入海。 境內地勢非常低平，在4萬多平方公里的國土中，約有27％的土地低於海平面。在那裡，東南部海拔—二百米的地方就算「高原」了。 生活在這樣的國土環境裡，如果沒有海堤和河堤的保護，許多人將失去家園。在歷史上，荷蘭人民深受北海之苦，海水內侵使千里沃野變成澤國。
1282年，海水突破海堤，北海與伏列沃湖連成一片，形成了須德海。 據統計，從13世紀至今，荷蘭的國土被北海侵吞了56萬多公頃。荷蘭有近四分之一的國土在海平面以下。隨土地開始緩慢下沉與海平面漸漸上升, 荷蘭人採取了極端的應對措施——修建巨型屏障，把海擋住。

## 帝國大廈

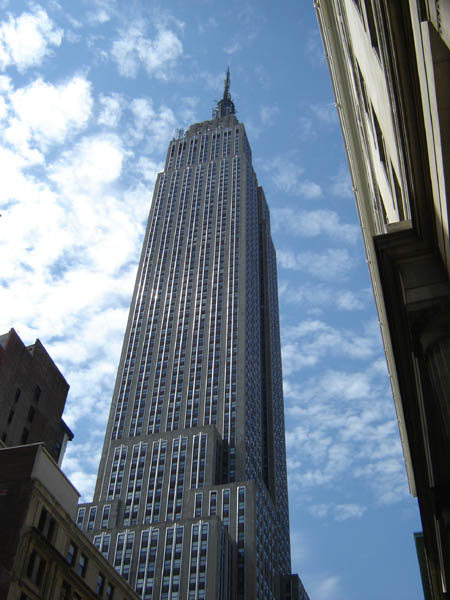
帝國大廈

帝國大廈位於美國紐約市，共有102層。由Shreeve, Lamb, and Harmon建築公司設計，1930年動工，1931年5月1日落成，只用了410天。它的名字來源於紐約州的別稱The Empire State（帝國之州）。
帝國大廈在世界貿易中心興建之前，一直是紐約市最高的建築，並且也是保持全球最高建築地位最久的建筑。在它興建之前克萊斯勒大廈是全球最高的建築。目前它是美國第二高的建築，排在芝加哥的西爾斯大樓之後。帝國大廈原本共381米，20世紀50年代安裝的天線使它的高度上升至448.7米。根據估算，建造帝國大廈的材料約有330000噸。大廈總共擁有6500個窗戶、73部電梯，從底層步行至頂層須經過1860級臺階。它的總建築面積為204,385平方米。

## 金門大橋

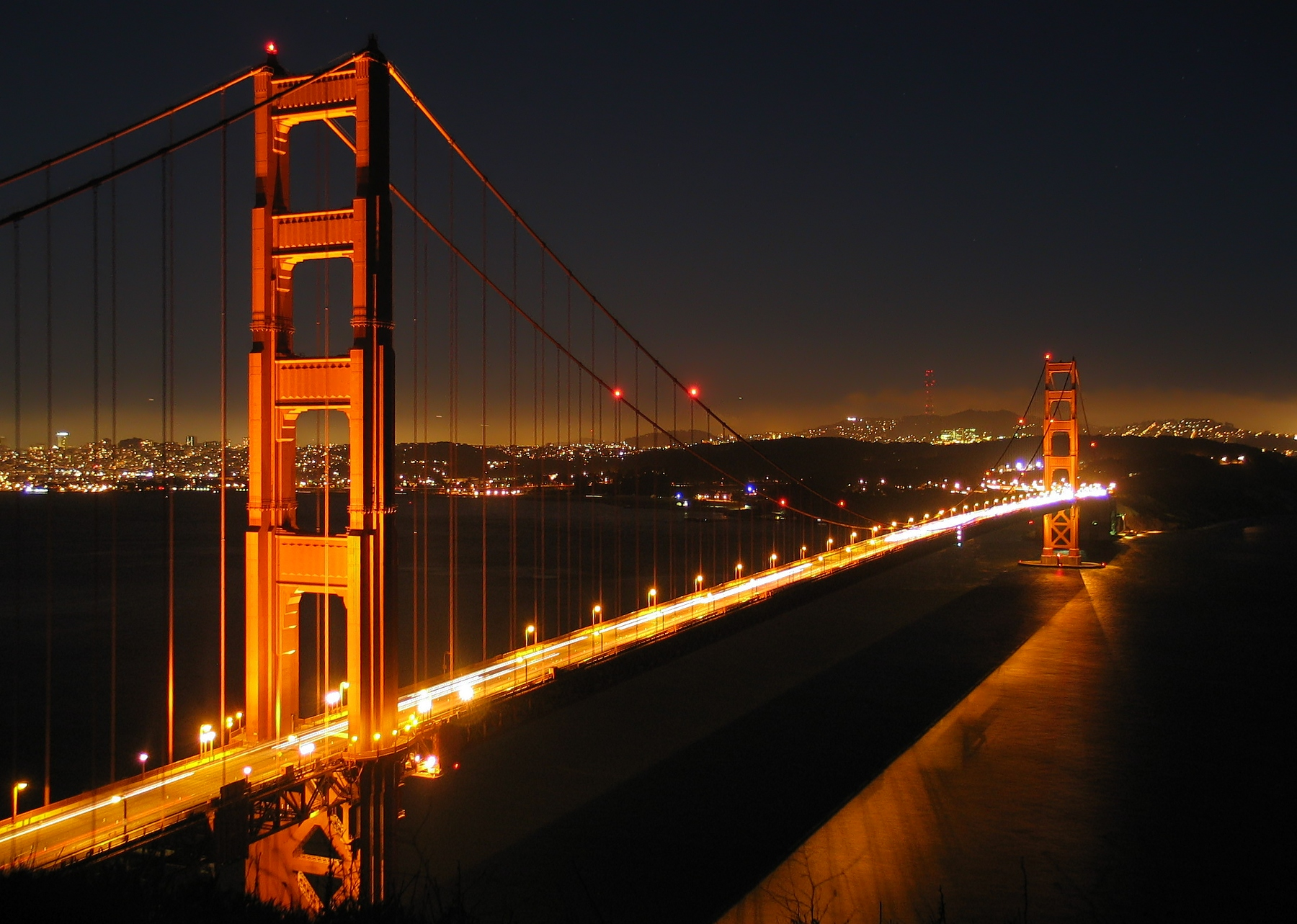
金門大橋

金門大橋是美國舊金山的標誌性建築。它跨越聯接三藩市灣和太平洋的金門海峽，南連三藩市的北端，北通加州的馬林縣，位於北緯37°49′，西經122°29′。金門大橋橋墩跨距1280.2米，是世界上第一座跨距千米以上的懸索橋，寬27.5米，橋身呈褐紅色，金門大橋擁有世界第四高的橋塔，高達227.4米，全橋總長2737.4米。
1933年1月5日大橋開始施工，在1937年4月完工，同年5月27日對行人開放。第二天（5月28日），隨着羅斯福總統在華盛頓按下一個電鈕，該大橋對汽車開放。而金門大橋的兩個橋墩在1964年之前擁有世界上懸索橋中最長的跨度。這兩個橋墩直到不久之前還是世界上最高的懸索橋橋墩。1957年之前它還是世界上最長的懸索橋。

## 加拿大國家電視塔

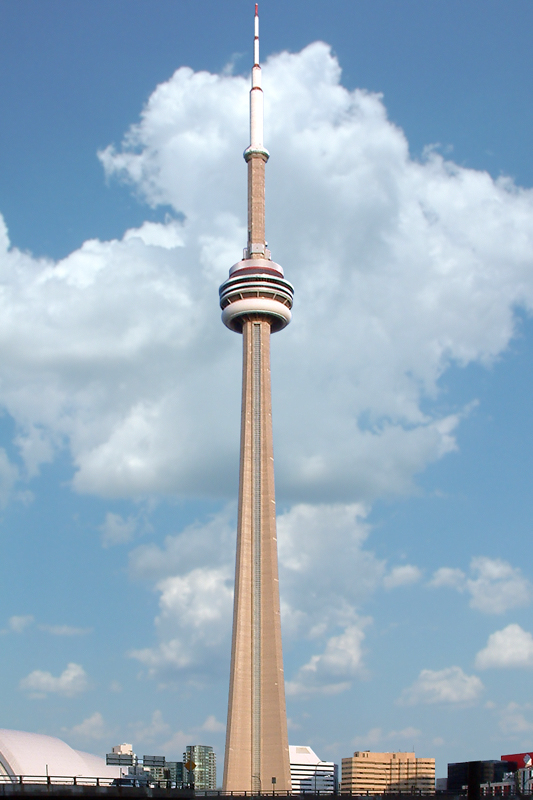
加拿大國家電視塔

加拿大國家電視塔高553.3米，曾是世界上最高的自立建築物。位於加拿大安大略省的多倫多市，是該市的標誌性建築，每年有超過200萬人次參觀。
加拿大國家電視塔由加拿大國家鐵路公司建造於1976年，目的是顯示加拿大強大的工業。最初只是被設計為傳送廣播電視信號的天線，305米高度處有用於傳送預告信號的微波接收器。而廣播天線位於塔的最頂端。電視塔內建有高447米的金屬階梯，有1,776級，是世界上最高的金屬階梯。這些階梯用於緊急用途。

## 伊泰普大壩

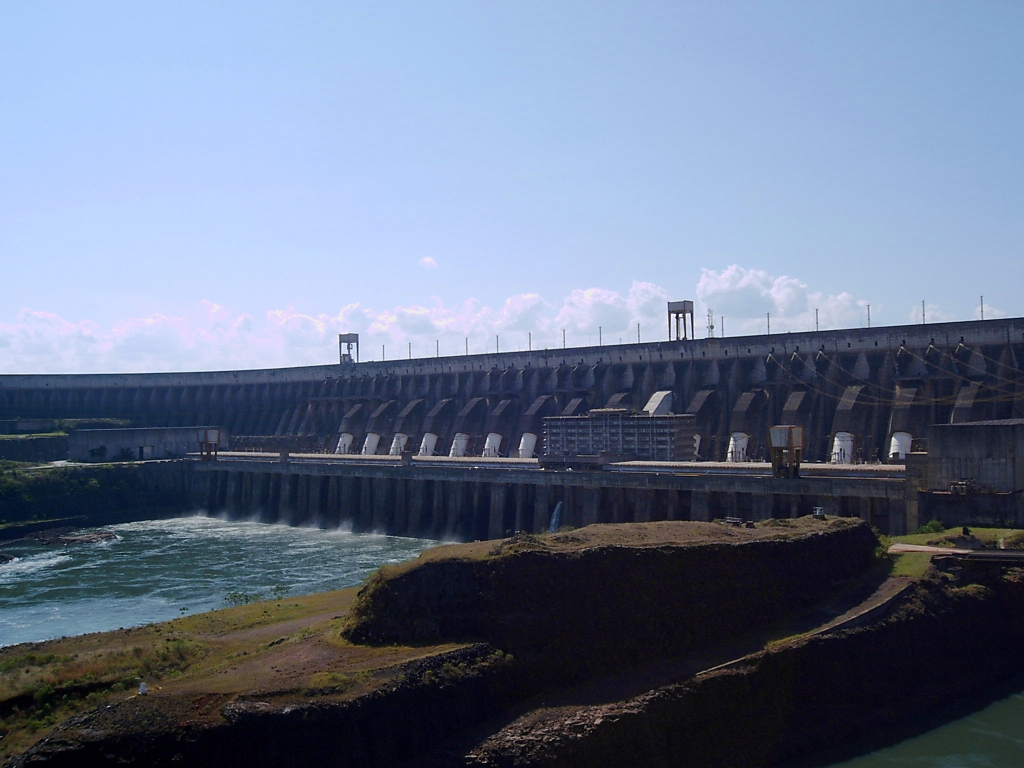
伊泰普大壩

伊泰普大壩位於巴西巴拉那河，是直至三峽大壩完工前全球当時最大的水利工程。大壩於1970年1月動工，1984年5月5日落成。

## 英法海底隧道

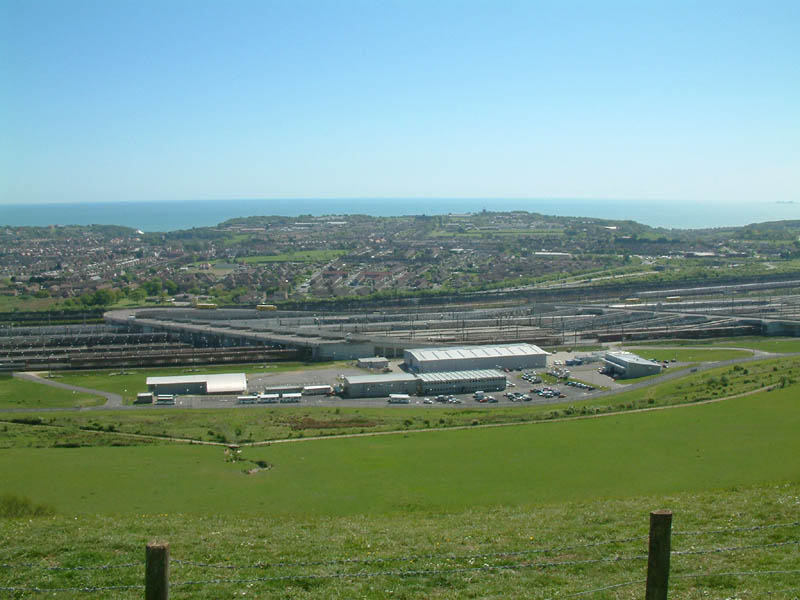
英法海底隧道

英法海底隧道是一條把英國英倫三島連接往歐洲法國的鐵路隧道，1987年12月1日動工，1994年5月6日開通。隧道橫跨英倫海峽，使由歐洲往返英國的時間大大縮短。隧道長度50.5公里，僅次於日本青函隧道。海底長度37.9公里。單程需35分鐘。通過隧道的火車有長途火車、專載公路貨車的區間火車、載運其他公路車輛（像是大客車、一般汽車、摩托車、自行車）的區間火車。隧道由歐洲隧道技術公司經營，但因為隧道建造費用極高，所以債務沉重。